# Telemarketing
Si può definire come telemarketing l'insieme delle attività di marketing effettuate tramite lo strumento telefonico:
- il centro chiamate è il luogo fisico, interno all'azienda o in esternalizzazione, dove l'attività viene svolta;
- l'attività di direct marketing svolta mediante il centro chiamate ha varie finalità, in base a queste viene classificata con ulteriori nomenclature specifiche.

L'attività di telemarketing consiste nel contatto telefonico diretto, svolto mediante operatori commerciali, fra una o più aziende consociate e la clientela, attuale o potenziale, di tali aziende. La finalità di questo contatto è in ogni caso di tipo commerciale, e consiste nella vendita telefonica di beni o servizi (in questo caso si parla in modo più appropriato di televendita), oppure più spesso, nella pubblicizzazione commerciale delle attività e dei prodotti aziendali. In molti casi la telefonata si conclude, in caso di esito positivo, con l'individuazione di un appuntamento di vendita presso il domicilio del cliente o presso gli uffici commerciali dell'azienda.

## Tipologia
L'attività di telemarketing può essere svolta, nell'ambito del Call center, mediante due modalità principali:
- telemarketing outbound;
- telemarketing inbound.

Nel primo caso, il contatto telefonico fra cliente e operatore avviene su iniziativa di quest'ultimo, il quale contatta uno o più clienti mediante liste di numeri di telefono usualmente fornite dall'azienda. Nel secondo caso, le telefonate giungono al call center direttamente dal cliente, di solito mediante la composizione di un numero verde; in questo caso l'operatore, oltre a fornire le informazioni richieste dal cliente, avrà il compito di indirizzare la telefonata verso lo scopo commerciale individuato dall'azienda.

## Strumenti
Nell'ambito del loro lavoro, gli operatori di un Call center che svolge attività di telemarketing si avvalgono di alcuni strumenti principali, oltre naturalmente all'apparecchio telefonico ovvero al PC corredato di cuffie, che svolge la medesima funzione. Fra questi strumenti di lavoro, fondamentali sono:
- lo script
- le liste di numeri telefonici.

### Lo script
Con il termine script si identifica il testo della telefonata, che l'operatore è tenuto a seguire per lo più in modo indicativo per dettare le linee guida. Esso normalmente, in una telefonata di tipo outbound, si compone di una breve presentazione dell'azienda o dell'iniziativa commerciale; una fase di intervista, composta di domande rivolte al cliente; una successiva fase detta della "motivazione", in cui l'operatore ha il compito di individuare, sulla base dell'intervista, l'interesse potenziale del cliente per la campagna di marketing in questione; e una fase conclusiva, detta di chiusura, in cui la telefonata deve raggiungere la sua finalità prettamente commerciale, ottenendo il consenso esplicito del cliente. A quest'ultima fase in alcuni casi si fa seguire una breve responsabilizzazione, con l'obiettivo di rinforzare positivamente l'accordo appena instaurato con il cliente.

### Le liste di contatti e la normativa sulla privacy
Per quanto riguarda le liste di numeri telefonici utilizzate dalle aziende di telemarketing, la normativa sulla privacy ha più volte regolamentato in senso restrittivo questo aspetto.
In base alla normativa in vigore fino al 2008, le aziende che operano mediante tale sistema commerciale non possono più servirsi liberamente dell'elenco telefonico. Possono essere contattati, infatti, solo i soggetti che hanno fornito il loro esplicito assenso all'opportunità di essere raggiunti da chiamate telefoniche di tipo commerciale; questo assenso può riguardare la singola azienda in questione, oppure in generale tutte le attività di tipo commerciale.
Ciò ha posto fine all'utilizzo indiscriminato dell'elenco telefonico finora spesso effettuato dalle aziende operanti mediante telemarketing; essa tuttavia ha causato notevoli problematiche nell'approvvigionamento di liste di contatti da parte delle aziende stesse, le quali hanno dovuto intraprendere specifiche campagne di marketing volte alle raccolta di dati personali di potenziali clienti, ad es. mediante concorsi a premi o raccolte punti. In genere i clienti da contattare sono suddivisi per età, sesso o zona che può lavorare l'agenzia che collabora con il call center, in modo da suddividerli in base al target commerciale di ciascuna campagna.
Nel 2008, il telemarketing ha goduto di una completa liberalizzazione tramite l'autorizzazione alle chiamate pubblicitarie anche senza il consenso dell'utente, in deroga alle norme sulla privacy, fino al 31 dicembre 2009, introdotta dal decreto milleproroghe votato dal governo Berlusconi IV. Tale liberalizzazione potrebbe essere prorogata fino al maggio 2010 dall'emendamento Malan alla legge comunitaria 2009, che introdurrebbe un regime di "silenzio-assenso" a partire dal maggio 2010, quando chi non volesse più ricevere chiamate pubblicitarie dovrà registrarsi, tramite telefonata o mail, in un apposito registro.

## Ruoli professionali
All'interno di un telemarketing possiamo individuare almeno quattro differenti ruoli professionali, non necessariamente presenti in ogni Call center:
- Responsabile Telemarketing
- Supervisore Telemarketing
- Team Leader
- Operatore telemarketing

L'operatore telemarketing e il team leader, in genere, si occupano attivamente delle telefonate e dell'inserimento dei dati. Nel caso del team leader, si aggiunge anche la competenza di seguire attivamente un piccolo gruppo di operatori, coordinandone l'attività durante lo svolgimento delle telefonate.
Il supervisor e il responsabile hanno, al contrario, mansioni di tipo superiore, quali la selezione, gestione e formazione del personale, lo svolgimento di meeting, l'elaborazione di report statistici e il coordinamento dell'attività del telemarketing con gli altri settori dell'azienda.